# Montreuil-sur-Lozon
Montreuil-sur-Lozon település Franciaországban, Manche megyében. Lakosainak száma 345 fő (2022. január 1.). Montreuil-sur-Lozon Marigny-le-Lozon, Le Mesnil-Eury és Thèreval községekkel határos.

## Népesség
A település népességének változása:
| Lakosok száma | 278  | 265  | 242  | 263  | 320  | 329  | 330  | 334  | 337  | 345  |
|               | 1968 | 1982 | 1990 | 2006 | 2013 | 2015 | 2017 | 2019 | 2020 | 2022 |